# Pandaka lidwilli
Pandaka lidwilli é uma espécie de peixe da família Gobiidae e da ordem Perciformes.

## Morfologia
- Os machos podem atingir 1,6 cm de comprimento total.[5][6]

## Habitat
É um peixe de clima subtropical e pelágico.

## Distribuição geográfica
É encontrado no Japão, Austrália e Papua-Nova Guiné.

## Observações
É inofensivo para os humanos.